# Lillebjørn Nilsens utvalgte
Lillebjørn Nilsens utvalgte är ett samlingsalbum med Lillebjørn Nilsen. Albumet utgavs 1984 som en trippel-LP av skivbolaget NorDisc.

## Låtlista
LP 1, Sida 1
1. "Tanta til Beate" (från Original Nilsen) – 3:33
2. "Vinterbror" (från Original Nilsen) – 2:23
3. "Fin frokost" (från Original Nilsen) – 2:49
4. "Crescendo i gågata" (från Original Nilsen) – 2:34
5. "God natt Oslo" (från Original Nilsen) – 4:42

LP 1, Sida 2
1. "Hei, New York" (från Original Nilsen) – 3:05
2. "Blues for Katrine" (från Original Nilsen) – 3:14
3. "Se alltid lyst på livet" (från Original Nilsen) – 2:29
4. "Vallevisa" (från Live at Sioux Falls South Dakota!) – 4:58
5. "Ola Tveiten" (från Portrett) – 2:21

LP 2, Sida 1
1. "Blues når du var 15" (från Oslo 3) – 3:32
2. "Hei lille svarttrost" (från Oslo 3) – 2:28
3. "Paris" (från Oslo 3) – 3:14
4. "Angelikas kaker. postkort" (från Oslo 3) – 4:09
5. "Hane på taket" (från Oslo 3) – 2:48
6. "Så bred en elv" (från Oslo 3) – 2:50

LP 2, Sida 2
1. "Victor Jara" (från Byen med det store hjertet) – 3:12
2. "Regnet er en venn" (från Portrett) – 2:38
3. "John Riley" (Trad./Hartvig Kiran, från Portrett) – 5:29
4. "Stilleste gutt på sovesal 1" (från Oslo 3) – 4:25
5. "Bysommer" (från Oslo 3) – 2:26

LP 3, Sida 1
1. "Haba haba" (från …og Fia hadde sko) – 3:07
2. "Far har fortalt" (från Tilbake) – 4:02
3. "Barn av regnbuen" (Pete Seeger/Lillebjørn Nilsen, från Portrett) – 3:11
4. "Gategutt" (Rudolf Nilsen/Lillebjørn Nilsen), från Portrett) – 1:50
5. "Byen med det store hjertet" (från Byen med det store hjertet) – 3:45

LP 3, Sida 2
1. "Danse ikke gråte nå" (från Byen med det store hjertet) – 2:05
2. "Nattstemning fra en by" (från Tilbake) – 3:14
3. "Om mi song så vil eg kveda" (från Oslo 3) – 2:45
4. "Brevet" (från Byen med det store hjertet) – 3:21
5. "Reisen til julestjernen" (Lillebjørn Nilsen/Finn Kalvik), från Tilbake) – 1:54

- Alla låtar skrivna av Lillebjørn Nilsen där inget annat anges.